# Animais Nocturnos
Animais Nocturnos é o primeiro álbum de estúdio a solo da cantora portuguesa Wanda Stuart. Foi lançado em 2003 pela editora Vidisco. 
O álbum

, inteiramente cantado em português, marcou por uma sonoridade variada, forte crítica social e teve a sua grande promoção durante o programa “Academia de Famosos”.
A produção, direcção e arranjos ficou a cargo do cantor e músico Fernando Girão, também autor de todas as letras e músicas, e a masterização executada por Fernando Girão, Luís Henriques e Nélson Horta. Nos coros destacam-se, entre outros, os nomes de Henrique Feist, Carla Moreno, Telmo Miranda e Ricardo Afonso, este último gravou também dois duetos com Wanda nos temas “Pode Não Ser o que É” e na poderosa balada “Mais, Mais, Mais”.
“O Teu Cheiro” foi o tema escolhido como primeiro single. 
O espetáculo homónimo, que visava a promoção e apresentação ao vivo do álbum, teve a sua estreia no dia 11 de Outubro de 2004, no Teatro-Auditório do Casino Estoril, seguindo depois em digressão pelo país.

## Faixas
1. "Gente da Noite" (versão curta)
2. "Alguns Segredos..."
3. "Doa a Quem Doer (Sem Incomodar...)"
4. "O Teu Cheiro"
5. "Tu e Eu Sabemos Bem"
6. "Nós Damos um Jeito"
7. "Vida de Mulher (Nada Vai Mudar)"
8. "Que a Vida Já Não Mude Mais"
9. "Pode Não Ser o Que É"
10. "Mais, Mais, Mais"
11. "Afinal Quem Está Louco?"
12. "Só Nós e Deus"
13. "Gente da Noite" (versão longa)